# Nikolaj Mihajlov
Nikolaj Borislavov Mihajlov (in bulgaro Николай Бориславов Михайлов?; traslitterazione anglosassone: Nikolay Mihaylov; Sofia, 28 giugno 1988) è un ex calciatore bulgaro, di ruolo portiere.

## Carriera
Inizia a giocare nelle giovanili del Levski Sofia. Il 15 settembre 2005, all'età di 17 anni, esordisce nel primo turno di Coppa UEFA nella partita Auxerre-Levski Sofia (2-1).
Nel giugno 2007 viene ingaggiato dal Liverpool, ma per motivi burocratici non viene tesserato. Viene quindi ceduto in prestito in luglio agli olandesi del Twente. Nonostante durante la prima stagione nei Paesi Bassi non colleziona presenze, viene riconfermato nella rosa per la successiva stagione. Esordisce con la maglia del Twente il 27 agosto 2008 nella partita di ritorno dei preliminari di UEFA Champions League a Londra contro l'Arsenal. Nell'estate 2010 viene ingaggiato a titolo definitivo dal Twente, con cui firma un contratto di tre anni, e diventa anche il portiere titolare. Nel dicembre 2011 viene insignito del premio come "Calciatore bulgaro dell'anno"; l'ultimo portiere ad aggiudicarsi il riconoscimento era stato il padre Borislav Mihajlov.
Il 6 agosto 2013 si trasferisce alla squadra italiana dell'Hellas Verona, neopromossa in Serie A.
il 1º settembre 2014 passa a titolo definitivo al Mersin İdman Yurdu. Al termine della stagione 2015-2016 retrocede in Lig A e in quella successiva il Mersin si piazza ultimo.

## Statistiche

### Presenze e reti nei club
Statistiche aggiornate al 1º ottobre 2021.
| Stagione               | Squadra                | Campionato             | Campionato | Campionato | Coppe nazionali | Coppe nazionali | Coppe nazionali | Coppe continentali | Coppe continentali | Coppe continentali | Altre coppe | Altre coppe | Altre coppe | Totale | Totale |
| Stagione               | Squadra                | Comp                   | Pres       | Reti       | Comp            | Pres            | Reti            | Comp               | Pres               | Reti               | Comp        | Pres        | Reti        | Pres   | Reti   |
| ---------------------- | ---------------------- | ---------------------- | ---------- | ---------- | --------------- | --------------- | --------------- | ------------------ | ------------------ | ------------------ | ----------- | ----------- | ----------- | ------ | ------ |
| 2004-2005              | Levski Sofia           | A                      | 1          | -1         |                 | -               | -               |                    | -                  | -                  |             | -           | -           | 1      | -1     |
| 2005-2006              | Levski Sofia           | A                      | 6          | -9         |                 | -               | -               | CU                 | 1                  | -2                 |             | -           | -           | 7      | -11    |
| 2006-2007              | Levski Sofia           | A                      | 5          | -1         |                 | -               | -               | UCL                | 1                  | -3                 |             | -           | -           | 6      | -4     |
| lug.-ago. 2007         | Liverpool              | PL                     | 0          | 0          |                 | -               | -               |                    | -                  | -                  |             | -           | -           | 0      | 0      |
| ago. 2007-2008         | Twente                 | E                      | 0          | 0          |                 | -               | -               |                    | -                  | -                  |             | -           | -           | 0      | 0      |
| 2008-2009              | Twente                 | E                      | 6          | -6         | CO              | 1               | -4              | UCL                | 1                  | -4                 |             | -           | -           | 0      | 0      |
| 2009-2010              | Twente                 | E                      | 0          | 0          | CO              | 3               | 0               | UCL+UEL            | 2+0                | -1+0               |             | -           | -           | 5      | -1     |
| 2010-2011              | Twente                 | E                      | 31         | -26        | CO              | 0               | 0               | UCL+UEL            | 5+5                | -8+-9              | SO          | 1           | 0           | 42     | -43    |
| 2011-2012              | Twente                 | E                      | 25         | -37        | CO              | 1               | -2              | UCL+UEL            | 4+9                | -5+-9              | SO          | 1           | -1          | 40     | -54    |
| 2012-2013              | Twente                 | E                      | 26         | -23        | CO              | 0               | 0               | UEL                | 9                  | -12                |             | -           | -           | 35     | -35    |
| Totale Twente          | Totale Twente          | Totale Twente          | 88         | -92        |                 | 5               | -6              |                    | 35                 | -48                |             | 2           | -1          | 130    | -147   |
| 2013-2014              | Verona                 | A                      | 0          | 0          | CI              | 1               | -4              |                    | -                  | -                  |             | -           | -           | 1      | -4     |
| 2014-2015              | Mersin İ. Yurdu        | SL                     | 6          | -8         | TK              | 8               | -12             |                    | -                  | -                  |             | -           | -           | 14     | -20    |
| 2015-2016              | Mersin İ. Yurdu        | SL                     | 3          | -9         | TK              | 0               | 0               |                    | -                  | -                  |             | -           | -           | 3      | -9     |
| 2016-2017              | Mersin İ. Yurdu        | SL                     | 29         | -53        | TK              | 0               | 0               |                    | -                  | -                  |             | -           | -           | 29     | -53    |
| Totale Mersin İ. Yurdu | Totale Mersin İ. Yurdu | Totale Mersin İ. Yurdu | 38         | -70        |                 | 8               | -12             |                    | -                  | -                  |             | -           | -           | 46     | -82    |
| 2017-2018              | Omonia                 | A                      | 10         | -19        |                 | -               | -               |                    | -                  | -                  |             | -           | -           | 10     | -19    |
| 2018-2019              | Levski Sofia           | A-PFL                  | 15+1       | -16        |                 | -               | -               |                    | -                  | -                  |             | -           | -           | 16     | -16    |
| 2019-2020              | Levski Sofia           | A-PFL                  | 0          | 0          | CB              | 1               | -1              | UEL                | 0                  | 0                  |             | -           | -           | 1      | -1     |
| 2020-2021              | Levski Sofia           | A-PFL                  | 18         | -19        | CB              | 0               | 0               |                    | -                  | -                  |             | -           | -           | 18     | -19    |
| 2021-2022              | Levski Sofia           | A-PFL                  | 29         | -23        | CB              | 0               | 0               |                    | -                  | -                  |             | -           | -           | 29     | -23    |
| Totale Levski Sofia    | Totale Levski Sofia    | Totale Levski Sofia    | 75         | -69        |                 | 1               | -1              |                    | 2                  | -5                 |             | -           | -           | 61     | -58    |
| Totale carriera        | Totale carriera        | Totale carriera        | 211        | -150       |                 | 15              | -23             |                    | 37                 | -53                |             | 2           | -1          | 264    | -326   |

### Cronologia presenze e reti in nazionale
| Cronologia completa delle presenze e delle reti in nazionale ― Bulgaria | Cronologia completa delle presenze e delle reti in nazionale ― Bulgaria | Cronologia completa delle presenze e delle reti in nazionale ― Bulgaria | Cronologia completa delle presenze e delle reti in nazionale ― Bulgaria | Cronologia completa delle presenze e delle reti in nazionale ― Bulgaria | Cronologia completa delle presenze e delle reti in nazionale ― Bulgaria | Cronologia completa delle presenze e delle reti in nazionale ― Bulgaria | Cronologia completa delle presenze e delle reti in nazionale ― Bulgaria |
| Data                                                                    | Città                                                                   | In casa                                                                 | Risultato                                                               | Ospiti                                                                  | Competizione                                                            | Reti                                                                    | Note                                                                    |
| ----------------------------------------------------------------------- | ----------------------------------------------------------------------- | ----------------------------------------------------------------------- | ----------------------------------------------------------------------- | ----------------------------------------------------------------------- | ----------------------------------------------------------------------- | ----------------------------------------------------------------------- | ----------------------------------------------------------------------- |
| 11-5-2006                                                               | Kobe                                                                    | Bulgaria                                                                | 1 – 5                                                                   | Scozia                                                                  | Amichevole                                                              | -2                                                                      | 72’                                                                     |
| 12-8-2009                                                               | Sofia                                                                   | Bulgaria                                                                | 1 – 0                                                                   | Lettonia                                                                | Amichevole                                                              | -                                                                       |                                                                         |
| 10-10-2009                                                              | Larnaca                                                                 | Cipro                                                                   | 4 – 1                                                                   | Bulgaria                                                                | Qual. Mondiali 2010                                                     | -1                                                                      | 68’                                                                     |
| 14-10-2009                                                              | Sofia                                                                   | Bulgaria                                                                | 6 – 2                                                                   | Georgia                                                                 | Qual. Mondiali 2010                                                     | -2                                                                      |                                                                         |
| 19-5-2010                                                               | Sofia                                                                   | Belgio                                                                  | 2 – 1                                                                   | Bulgaria                                                                | Amichevole                                                              | -2                                                                      | cap.                                                                    |
| 24-5-2010                                                               | Soweto                                                                  | Sudafrica                                                               | 1 – 1                                                                   | Bulgaria                                                                | Amichevole                                                              | -1                                                                      |                                                                         |
| 11-8-2010                                                               | San Pietroburgo                                                         | Russia                                                                  | 1 – 0                                                                   | Bulgaria                                                                | Amichevole                                                              | -1                                                                      |                                                                         |
| 3-9-2010                                                                | Londra                                                                  | Inghilterra                                                             | 4 – 0                                                                   | Bulgaria                                                                | Qual. Euro 2012                                                         | -4                                                                      |                                                                         |
| 7-9-2010                                                                | Sofia                                                                   | Bulgaria                                                                | 0 – 1                                                                   | Montenegro                                                              | Qual. Euro 2012                                                         | -1                                                                      |                                                                         |
| 8-10-2010                                                               | Cardiff                                                                 | Galles                                                                  | 0 – 1                                                                   | Bulgaria                                                                | Qual. Euro 2012                                                         | -                                                                       |                                                                         |
| 17-11-2010                                                              | Sofia                                                                   | Bulgaria                                                                | 0 – 1                                                                   | Serbia                                                                  | Amichevole                                                              | -1                                                                      |                                                                         |
| 9-2-2011                                                                | Tallinn                                                                 | Estonia                                                                 | 2 – 2                                                                   | Bulgaria                                                                | Amichevole                                                              | -1                                                                      | 70’                                                                     |
| 26-3-2011                                                               | Sofia                                                                   | Bulgaria                                                                | 0 – 0                                                                   | Svizzera                                                                | Qual. Euro 2012                                                         | -                                                                       |                                                                         |
| 4-6-2011                                                                | Podgorica                                                               | Montenegro                                                              | 1 – 1                                                                   | Bulgaria                                                                | Qual. Euro 2012                                                         | -1                                                                      |                                                                         |
| 2-9-2011                                                                | Sofia                                                                   | Bulgaria                                                                | 0 – 3                                                                   | Inghilterra                                                             | Qual. Euro 2012                                                         | -3                                                                      |                                                                         |
| 6-9-2011                                                                | Basilea                                                                 | Svizzera                                                                | 3 – 1                                                                   | Bulgaria                                                                | Qual. Euro 2012                                                         | -2                                                                      |                                                                         |
| 7-10-2011                                                               | Sofia                                                                   | Bulgaria                                                                | 0 – 3                                                                   | Ucraina                                                                 | Amichevole                                                              | -2                                                                      | 46’                                                                     |
| 11-10-2011                                                              | Sofia                                                                   | Bulgaria                                                                | 0 – 1                                                                   | Galles                                                                  | Qual. Euro 2012                                                         | -1                                                                      |                                                                         |
| 29-2-2012                                                               | Budapest                                                                | Ungheria                                                                | 1 – 1                                                                   | Bulgaria                                                                | Amichevole                                                              | -1                                                                      | 62’                                                                     |
| 15-8-2012                                                               | Sofia                                                                   | Bulgaria                                                                | 1 – 0                                                                   | Cipro                                                                   | Amichevole                                                              | -                                                                       | 62’                                                                     |
| 7-9-2012                                                                | Sofia                                                                   | Bulgaria                                                                | 2 – 2                                                                   | Italia                                                                  | Qual. Mondiali 2014                                                     | -2                                                                      |                                                                         |
| 11-9-2012                                                               | Praga                                                                   | Bulgaria                                                                | 1 – 0                                                                   | Armenia                                                                 | Qual. Mondiali 2014                                                     | -                                                                       | 73’                                                                     |
| 12-10-2012                                                              | Sofia                                                                   | Bulgaria                                                                | 1 – 1                                                                   | Danimarca                                                               | Qual. Mondiali 2014                                                     | -1                                                                      |                                                                         |
| 16-10-2012                                                              | Praga                                                                   | Rep. Ceca                                                               | 0 – 0                                                                   | Bulgaria                                                                | Qual. Mondiali 2014                                                     | -                                                                       |                                                                         |
| 22-3-2013                                                               | Sofia                                                                   | Bulgaria                                                                | 6 – 0                                                                   | Malta                                                                   | Qual. Mondiali 2014                                                     | -                                                                       | cap.                                                                    |
| 26-3-2013                                                               | Copenaghen                                                              | Danimarca                                                               | 1 – 1                                                                   | Bulgaria                                                                | Qual. Mondiali 2014                                                     | -1                                                                      |                                                                         |
| 14-8-2013                                                               | Skopje                                                                  | Macedonia                                                               | 2 – 0                                                                   | Bulgaria                                                                | Amichevole                                                              | -2                                                                      |                                                                         |
| 6-9-2013                                                                | Palermo                                                                 | Italia                                                                  | 1 – 0                                                                   | Bulgaria                                                                | Qual. Mondiali 2014                                                     | -1                                                                      |                                                                         |
| 10-9-2013                                                               | Ta' Qali                                                                | Malta                                                                   | 1 – 2                                                                   | Bulgaria                                                                | Qual. Mondiali 2014                                                     | -1                                                                      |                                                                         |
| 13-10-2014                                                              | Oslo                                                                    | Norvegia                                                                | 2 – 1                                                                   | Bulgaria                                                                | Qual. Euro 2016                                                         | -2                                                                      |                                                                         |
| 28-3-2015                                                               | Sofia                                                                   | Bulgaria                                                                | 2 – 2                                                                   | Italia                                                                  | Qual. Euro 2016                                                         | -2                                                                      |                                                                         |
| 25-3-2017                                                               | Sofia                                                                   | Bulgaria                                                                | 2 – 0                                                                   | Paesi Bassi                                                             | Qual. Mondiali 2018                                                     | -                                                                       |                                                                         |
| 9-6-2017                                                                | Barysaŭ                                                                 | Bielorussia                                                             | 2 – 1                                                                   | Bulgaria                                                                | Qual. Mondiali 2018                                                     | -2                                                                      |                                                                         |
| 22-3-2019                                                               | Sofia                                                                   | Bulgaria                                                                | 1 – 1                                                                   | Montenegro                                                              | Qual. Euro 2020                                                         | -1                                                                      |                                                                         |
| 25-3-2019                                                               | Pristina                                                                | Kosovo                                                                  | 1 – 1                                                                   | Bulgaria                                                                | Qual. Euro 2020                                                         | -1                                                                      |                                                                         |
| 7-6-2019                                                                | Praga                                                                   | Rep. Ceca                                                               | 2 – 1                                                                   | Bulgaria                                                                | Qual. Euro 2020                                                         | -2                                                                      |                                                                         |
| 10-6-2019                                                               | Sofia                                                                   | Bulgaria                                                                | 2 – 3                                                                   | Kosovo                                                                  | Qual. Euro 2020                                                         | -3                                                                      |                                                                         |
| 14-10-2020                                                              | Sofia                                                                   | Bulgaria                                                                | 0 – 1                                                                   | Galles                                                                  | UEFA Nations League 2020-2021 - 1º turno                                | -1                                                                      | cap.                                                                    |
| 1-6-2021                                                                | Ried im Innkreis                                                        | Bulgaria                                                                | 1 – 1                                                                   | Slovacchia                                                              | Amichevole                                                              | -                                                                       | 46’                                                                     |
| 8-9-2021                                                                | Sofia                                                                   | Bulgaria                                                                | 4 – 1                                                                   | Georgia                                                                 | Amichevole                                                              | -1                                                                      |                                                                         |
| 11-11-2021                                                              | Odessa                                                                  | Ucraina                                                                 | 1 – 1                                                                   | Bulgaria                                                                | Amichevole                                                              | -                                                                       | cap. 46’                                                                |
| 26-3-2022                                                               | Ar Rayyan                                                               | Qatar                                                                   | 2 – 1                                                                   | Bulgaria                                                                | Amichevole                                                              | -2                                                                      | cap.                                                                    |
| 2-6-2022                                                                | Sofia                                                                   | Bulgaria                                                                | 1 – 1                                                                   | Macedonia                                                               | UEFA Nations League 2022-2023 - 1º turno                                | -1                                                                      | cap.                                                                    |
| 5-6-2022                                                                | Sofia                                                                   | Bulgaria                                                                | 2 – 5                                                                   | Georgia                                                                 | UEFA Nations League 2022-2023 - 1º turno                                | -5                                                                      | cap.                                                                    |
| 12-6-2022                                                               | Tbilisi                                                                 | Georgia                                                                 | 0 – 0                                                                   | Bulgaria                                                                | UEFA Nations League 2022-2023 - 1º turno                                | -                                                                       | cap.                                                                    |
| Totale                                                                  |                                                                         | Presenze                                                                | 45                                                                      |                                                                         | Reti                                                                    | -57                                                                     |                                                                         |

## Palmarès

### Club
- Campionato olandese: 1

Twente: 2009-2010
- Supercoppa dei Paesi Bassi: 2

Twente: 2010, 2011
- Coppa dei Paesi Bassi: 1

Twente: 2010-2011
- Coppa di Bulgaria: 1

Levski Sofia: 2021-2022
- Supercoppa di Bulgaria: 1

Levski Sofia: 2005

### Individuale
- Calciatore bulgaro dell'anno: 1

2011